# آغاونی پاپازیان
آغاونی پاپازیان-والیتیان (ارمنی: Աղավնի Փափազյան-Վալիտեյան؛ انگلیسی: Aghavni Papazian؛ زاده ۱۸۴۳ یا ۱۸۴۸ میلادی – درگذشته ۱۹۱۳) بازیگر تئاتر ارمنی‌تبار اهل بود. وی بین سال‌های تا میلادی فعالیت می‌کرد. وی برای نخستین در ۱۷ دسامبر ۱۸۶۱ در سن ۱۳ سالگی بر روی صحنه حضور یافته است

## زندگی‌نامه
وی در سال‌های ۱۸۴۳ یا ۱۸۴۸ میلادی به دنیا آمد. وی در سال ۱۹۱۳ میلادی در سن ۶۵ یا ۷۰ سالگی درگذشت.